# Sally Matthews
Sally Helanna Matthews (Southampton, juliol de 1975) és una soprano britànica.
Va assistir a la Gregg Escola, una escola independent local. Després va anar a la Guildhall School of Music and Drama. Va fer el seu debut professional a la Royal Opera House el gener de 2001 com a Nannetta a Falstaff de Verdi, dirigida per Bernard Haitink. Va continuar estudiant a la institució de la Royal Opera en el Young Artist Programme de 2001 a 2003. Va debutar al BBC Proms el 2001 en la Serenade to Music de Vaughan Williams, actuant amb l'Orquestra Simfònica de la BBC dirigida per Leonard Slatkin. Va ser membre de la BBC Radio 3 New Generation Artists scheme de 2002-2004. El 2005 va interpretar Josephine en la aclamada versió del BBC Proms de H.M.S Pinafore.
EL 2014, amb Naïve va enregistrar per primera vegada Le Vaisseau fantôme per Dietsch, dirigida per Marc Minkowski amb Matthews com a Minna. Altres enregistraments de Matthews inclouen lieder de Schubert i Strauss, Der Freischütz dirigida per Colin Davis i Carmina Burana amb l'Orquestra Filharmònica de Berlín dirigida per Simon Rattle.
Sally va fer el seu debut al Festival de Salzburg el 2016 cantant el paper de Silvia en l'estrena mundial de The Exterminating Angel de Thomas Adès, un paper que es repetirà en les properes temporades en el seu debut al Metropolitan Opera i a la Royal Opera, Covent Garden.